# Bistorta rhaetica
Bistorta rhaetica är en slideväxtart som först beskrevs av Bruegger och Günther von Mannagetta und Lërchenau Beck, och fick sitt nu gällande namn av J. Dostál. Bistorta rhaetica ingår i släktet ormrötter, och familjen slideväxter. Inga underarter finns listade i Catalogue of Life.